# Dülmener See
Der Dülmener See ist ein 12 Hektar großer See in der nordrhein-westfälischen Mittelstadt Haltern am See an der Grenze zu Dülmen.

## Beschreibung und Lage
Wenige hundert Meter südlich gelegen befinden sich die stark touristisch genutzten Silberseen. Der Dülmener See befindet sich inmitten einer Seenplatte, zu der unter anderem auch der Bruchteich, der Havichorstteich, der Oedlerteich und der Vogelvennteich gehören. Am Südufer befinden sich ein Strandbad sowie ein Camping- und Ferienpark.